# Empidideicus carthaginiensis
Empidideicus carthaginiensis is een vliegensoort uit de familie van de Mythicomyiidae. De wetenschappelijke naam van de soort is voor het eerst geldig gepubliceerd in 1907 door Becker.